# ستيوارت سترن
ستيوارت سترن (بالإنجليزية: Stewart Stern)‏ هو كاتب سيناريو وممثل أمريكي، ولد في 22 فبراير 1922 بنيويورك في الولايات المتحدة، وتوفي في 2 فبراير 2015 بسياتل في الولايات المتحدة بسبب سرطان. من الجوائز التي نالها جائزة إيمي.

## أعمال

### أفلام
- (1968) راشيل راشيل

## جوائز وترشيحات
جوائز
- جائزة إيمي

ترشيحات
- جائزة الأوسكار لأفضل كتابة، عن عمل: راشيل راشيل
- جائزة الأوسكار لأفضل قصة [الإنجليزية]‏

## وصلات خارجية
- ستيوارت سترن على موقع IMDb (الإنجليزية)
- ستيوارت سترن على موقع ألو سيني (الفرنسية)
- ستيوارت سترن على موقع أول موفي (الإنجليزية)
- ستيوارت سترن على موقع قاعدة بيانات الأفلام السويدية (السويدية)
- ستيوارت سترن على موقع قاعدة بيانات الفيلم (الإنجليزية)
- ستيوارت سترن على موقع كينوبويسك (الروسية)